# Attawapiskatsjön
Attawapiskatsjön är en insjö i provinsen Ontario, i södra Kanada, med en totalyta av 281 km2. Namnet härrör från algonkinspråkets chat-a-wa-pis-shkag.
På västra sidan av sjön finns Neskantagas First Nations-samhälle, också kallat Lansdowne House Indian Band.

## Tillflöden
- Otoskwin River
- Marten-Drinking River
- Pineimuta River